# Goldene Kamera 2019
Die Verleihung der Goldenen Kamera 2019 fand am 30. März 2019 auf dem Gelände des ehemaligen Flughafens Tempelhof in Berlin statt. Die Moderation übernahm zum dritten Mal in Folge Steven Gätjen, zum ersten Mal gemeinsam mit Jeannine Michaelsen. Die Verleihung wurde live zur Hauptsendezeit im ZDF übertragen.

## Jury
- Nadja Uhl, Schauspielerin[2]
- Richy Müller, Schauspieler
- Rudi Cerne, Sportjournalist, Fernsehmoderator und ehemaliger Eiskunstläufer
- Max Giermann, Komiker, Imitator, Schauspieler und Moderator
- Gabriela Sperl, Film- und Fernsehproduzentin, Dramaturgin und Drehbuchautorin
- Robert Hofmann, YouTube-Creator und Filmkritiker
- Beate Bickelhaupt, Redaktionsleiterin Goldene Kamera
- Christian Hellmann, Vorsitzender, Chefredakteur der Funke Programmzeitschriften
- Christiane Flatken, stellvertretende Chefredakteurin der Funke Programmzeitschriften
- Sabine Ulrich, stellvertretende Ressortleiterin
- Jörg Quoos, Chefredakteur der Funke Zentralredaktion

## Preisträger und Nominierungen

### Bester TV-Journalismus
Stephan Lamby – Im Labyrinth der Macht – Protokoll einer Regierungsbildung
(Laudatio: Julia Becker)

### Beste TV-Dokumentation Natur und Umwelt
Dirk Steffens – Terra X: Faszination Erde
(Laudatio: Frank Schätzing)

### Beste Doku-Reihe
Kai Pflaume – Zeig mir deine Welt
(Laudatio: Steven Gätjen)

### Beste Musik national
Pur
(Laudatio: via Satellit Bülent Ceylan)

### Beste Serie
Der Pass, Sky
Bad Banks, ZDF, Arte
Beat, Prime Video
(Laudatio: Kida Khodr Ramadan und Veysel Gelin)

### Bester Fernsehfilm
Aufbruch in die Freiheit, ZDF
Macht euch keine Sorgen!, Das Erste
Schöne heile Welt, SWR, Arte
(Laudatio: Anna Maria Mühe)

### Bester Schauspieler
Albrecht Schuch – Der Polizist und das Mädchen, Kruso
Nicholas Ofczarek – Der Pass
Jörg Schüttauf – Macht euch keine Sorgen!
(Laudatio: Désirée Nosbusch)

### Beste Schauspielerin
Anna Schudt – Aufbruch in die Freiheit
Paula Beer – Bad Banks
Rosalie Thomass – Rufmord
(Laudatio: Maren Kroymann)

### Beste Nachwuchsschauspielerin
Milena Tscharntke (Goldene Kamera Nachwuchspreis)
(Laudatio: Annette Frier und Christoph Maria Herbst)

### Publikumswahl „Beliebteste Heimat-Serie“
Die Nominierungen für die Publikumswahl wurde am 7. Februar 2019 bekanntgegeben. Bis zum 1. März 2019 konnte das Publikum in der Kategorie „Beliebteste Heimat-Serie“ auf der Website der Goldenen Kamera seine Favoriten wählen. Aus der Abstimmung sind anschließend vier Nominierungen hervorgegangen, unter denen die Fernsehzuschauer per SMS- und Telefonvoting den Sieger kürten.
Der Bergdoktor, ZDF
Die Bergretter, ZDF
Nord bei Nordwest, Das Erste
Die Rosenheim-Cops, ZDF
Zur Auswahl standen ferner folgende Formate:
Lena Lorenz, ZDF
Großstadtrevier, Das Erste
Um Himmels Willen, Das Erste
Der Ranger – Paradies Heimat, Das Erste
Friesland, ZDF
Die Eifelpraxis, Das Erste
Neues aus Büttenwarder, NDR
Team Alpin, ZDF
Weingut Wader, Das Erste
Notruf Hafenkante, ZDF
Der Usedom-Krimi, Das Erste
(Laudatio: Michael Kessler)

### Auszeichnungen für internationale Gäste

#### Beste Musik international
George Ezra
(Laudatio: Jeannine Michaelsen)

#### Beste Schauspielerin international
Jessica Chastain
(Laudatio: Tom Wlaschiha)

#### Lebenswerk Schauspiel international
Vanessa Redgrave

(krankheitsbedingt von ihrem Ehemann Franco Nero entgegengenommen)
(Laudatio: Judy Winter)

#### Sonderpreis Klimaschutz
Greta Thunberg
(Laudatio: Michael Herbig)

## Reichweite
Die Ausstrahlung der Verleihung 2019 erreichte die schlechteste Zuschauerquote seit Bestehen der Gala. Der Marktanteil betrug 8,9 %, die Sendung fiel das erste Mal unter 10 %. Während es 2018 noch 3,14 Millionen Zuschauer gab, waren es 2019 nur noch 2,36 Millionen. In sieben Jahren habe die Sendung 55 % ihrer Zuschauer verloren.

## Rezeption
In sozialen Medien wurde kritisiert, dass kurz nach der Rede von Klimaaktivistin Greta Thunberg ein Sport Utility Vehicle (ein T-Cross des Mobilitätssponsors Volkswagen) an die beste Nachwuchsschauspielerin vergeben wurde.